# Aeroportul Piedmont
Aeroportul Piedmont (IATA: PYP, ICAO: KPYP, FAA LID: PYP) este un aeroport din Comitatul Madison, Alabama, Alabama, Statele Unite ale Americii ce deservește zona Centre⁠(d). A fost numit după zona deservită.
Situat la o altitudine de 181 m, aeroportul dispune de 1 pistă.

## Infrastructură

### Piste
Aeroportul dispune de o singură pistă. Pista 07/25 are suprafața de asfalt și dimensiunile 5.500 picioare × 100 picioare. 